# 라피크 휘세이노프 (레슬링 선수)
라피크 라디크 오글루 휘세이노프(아제르바이잔어: Rafiq Radik oğlu Hüseynov, 1988년 5월 16일~)는 아제르바이잔의 레슬링 선수이다. 2020년 하계 올림픽 그레코로만형 웰터급에서 동메달을 획득했으며, 세계 선수권 대회에서 우승 2회, 유럽 선수권 대회에서 우승 3회를 차지했다. 